# Analetia micacea
Analetia micacea là một loài bướm đêm trong họ Noctuidae.